# Jeremy Baig
Jeremy Baig (ur. 12 stycznia 1975) – kanadyjski skoczek narciarski i kombinator norweski. Dwukrotny uczestnik mistrzostw świata w narciarstwie klasycznym (1995 i 1997). Wielokrotny mistrz kraju w obu dyscyplinach. Trener skoków narciarskich.

## Życiorys

### Skoki narciarskie
Baig w swojej karierze pięciokrotnie zdobywał tytuł mistrza Kanady w skokach narciarskich.
Dwukrotnie wystartował w Pucharze Świata – 26 marca 1994 roku w Thunder Bay zajął 51. pozycję, a dzień później był 52. Rok później wziął udział w rozgrywanych w tej samej miejscowości mistrzostwach świata seniorów, plasując się na 50. miejscu w konkursie indywidualnym na skoczni dużej.
W późniejszym czasie był trenerem Glynna Pedersena, przygotowując go do startu w Zimowych Igrzyskach Olimpijskich 2002.
W 2001 wystartował w Zimowej Uniwersjadzie 2001, która odbywała się w Zakopanem – w konkursie indywidualnym na skoczni normalnej został zdyskwalifikowany, a na skoczni dużej zajął 25. pozycję.
Do rywalizacji w oficjalnych zawodach międzynarodowych rozgrywanych przez FIS powracał jeszcze dwukrotnie – w 2007 i 2009. W pierwszym przypadku wystartował w czterech konkursach FIS Cupu, zajmując w Heddal 24. i 25. miejsce, a w Harrachovie 60. i 62. pozycję. Dzięki zgromadzonym 13 punktom został sklasyfikowany na 227. miejscu w klasyfikacji generalnej tego cyklu w sezonie 2007/2008.
Z kolei w 2009 wziął udział w 2 konkursach Letniego Pucharu Kontynentalnego (32. i 33. miejsce w Pjongczangu), 5 zawodach FIS Cupu (56. i 61. w Szczyrbskim Jeziorze, 27. i 31. w Falun oraz 46. w Einsiedeln) i 4 konkursach Pucharu Kontynentalnego (72. i 66. w Vikersund oraz 46. i 48. w Otepää). 4 zdobyte w Falun punkty pozwoliły mu zająć 248. pozycję w klasyfikacji generalnej FIS Cupu w sezonie 2009/2010.

### Kombinacja norweska
W rywalizacji kombinatorów norweskich Baig punktował w zawodach Pucharu Świata B – w sezonie 1994/1995 zdobył 10 punktów, co pozwoliło mu zająć w klasyfikacji generalnej tego cyklu 63. pozycję, a w kolejnym sezonie zgromadził 19 punktów, plasując się w klasyfikacji generalnej Pucharu Świata B na 48. miejscu.
W lutym 1997 wystartował w rywalizacji kombinatorów norweskich podczas mistrzostw świata seniorów w Trondheim – w konkursie indywidualnym zajął 58. miejsce, a w konkursie drużynowym, wraz z zespołem Kanady, ukończył rywalizację na 12. pozycji.
Baig zdobywał także tytuły mistrza Kanady w kombinacji norweskiej.